# Carmarthen Bay
Die Carmarthen Bay (walisisch: Bae Caerfyrddin) ist eine 30 km breite und 14 km lange Bucht im Süden von Wales.  An der Küste der Bucht liegen einige Strände sowie Teile des Pembrokeshire-Coast-Nationalparks.
In die Bucht, die an der Nordküste des äußeren Bristolkanals liegt und die noch der keltischen See zugeordnet wird, fließen die Flüsse River Towy (walisisch:  Tywi), River Taff und Gwendraeth. Die Grenzen der Bucht bilden die Insel Caldey südlich von Tenby und die Halbinsel Gower bei Swansea.